# Anthony Odunsi
Anthony Odunsi (Houston, Texas, 17 de julio de 1992) es un exjugador de baloncesto estadounidense-nigeriano. Con 1,93 metros de altura, actuaba en las posiciones de base y escolta. Fue miembro de la selección de baloncesto de Nigeria, con la que disputó el Afrobasket 2017.

## Trayectoria

### Universidad
Aunque era un jugador talentoso, Odunsi tuvo un paso complicado por el baloncesto universitario estadounidense, ya que en cinco años jugó para cuatro instituciones diferentes: fue reclutado originalmente por los Utah Utes para jugar en la Pacific-12 Conference de la División I de la NCAA, pero, luego de una temporada allí en la que vio poca acción, se unió a los TJC Apaches para competir en la NJCAA; retornó a la NCAA como miembro de los Albany Great Danes -otro equipo DI enrolado en la America East Conference-, pero fue puesto en la lista de redshirts luego de lesionarse al comienzo de la temporada 2013-2014; finalmente arribó a los Houston Christian Huskies en junio de 2014, donde jugaría sus últimas dos temporadas universitarias en la Southland Conference como jugador titular de su equipo.

### Profesional
Odunsi fue escogido en el Draft de la NBA Development League de 2016 por Canton Charge, pero fue desvinculado del equipo antes de que comenzara la temporada. Sin oportunidades en los Estados Unidos pero deseoso de jugar profesionalmente, Odunsi actuaría los siguientes años entre Islandia, Francia, Australia y Nueva Zelanda, antes de ponerle un fin a su carrera en el baloncesto competitivo. 

## Selección nacional
Fue convocado para integrar la selección de baloncesto de Nigeria que disputó el Afrobasket 2017.

## Vida privada
Odunsi es autor del libro The Wake Up Call: Exposing the Truth About Basketball (2021), en el cual relata su experiencia como jugador de baloncesto a nivel universitario y profesional. 